# Comuna de Zarzecze
Zarzecze (polaco: Gmina Zarzecze) é uma gminy (comuna) na Polónia, na voivodia de Subcarpácia e no condado de Przeworski. A sede do condado é a cidade de Zarzecze.
De acordo com os censos de 2004, a comuna tem 7156 habitantes, com uma densidade 145,3 hab/km².

## Área
Estende-se por uma área de 49,24 km², incluindo:
- área agricola: 82%
- área florestal: 9%

## Demografia
Dados de 30 de Junho 2004:
|                      | Total   | Total | Mulheres | Mulheres | Homens  | Homens |
| -------------------- | ------- | ----- | -------- | -------- | ------- | ------ |
|                      | pessoas | %     | pessoas  | %        | pessoas | %      |
| População            | 7156    | 100   | 3637     | 50,8     | 3519    | 49,2   |
| Densidade (pop./km²) | 145,3   | 100   | 73,9     | 73,9     | 71,5    | 71,5   |

De acordo com dados de 2002, o rendimento médio per capita ascendia a 1347,3 zł.

## Comunas vizinhas
- Kańczuga, Pawłosiów, Pruchnik, Przeworsk, Przeworsk, Roźwienica